# John Briley
John Briley, né le 25 juin 1925 à Kalamazoo, Michigan, et mort le 14 décembre 2019, est un dramaturge et scénariste américain. 

## Biographie
John Briley est né à Kalamazoo, dans le Michigan, et a servi dans l’armée de l’air américaine, entre 1943 et 1946, atteignant le rang de capitaine. À l'Université du Michigan, il obtient un baccalauréat en 1950 et une maîtrise en anglais de 1951. Il a épousé Dorothy Louise Reichart en 1950 et ils ont eu quatre enfants. Il travailla dans les relations publiques pour General Motors avant de rejoindre l'armée de l'air en 1955. Il a été affecté à la base aérienne de la RAF Northolt à South Ruislip, près de Londres, où il était directeur des activités d'orientation et a commencé à écrire. 
En 1960, il obtint un doctorat en théâtre élisabéthain de l'Université de Birmingham, quitta l'armée de l'air et devint rédacteur à Metro-Goldwyn-Mayer aux studios Elstree à Borehamwood. Il a quitté MGM en 1964. Il a également eu un rôle non crédité dans la comédie de 1965 Situation désespérée, mais pas sérieuse.
John Briley obtient l'Oscar du meilleur scénario original en 1983 pour Gandhi.

## Filmographie partielle
- 1965 : Situation désespérée, mais pas sérieuse
- 1972 : Jeanne, papesse du diable de Michael Anderson
- 1978 : La Grande Menace de Jack Gold
- 1979 : L'Étalon de guerre d'Anthony Harvey
- 1982 : Gandhi de Richard Attenborough
- 1982 : Enigma de Jeannot Szwarc
- 1985 : Marie de Roger Donaldson
- 1987 : Cry Freedom de Richard Attenborough
- 1992 : Christophe Colomb: La découverte de John Glen